# Heads of Ayr
Heads of Ayr är en udde i Storbritannien.   Den ligger i riksdelen Skottland, i den centrala delen av landet, 500 km nordväst om huvudstaden London.
Terrängen inåt land är platt österut, men åt sydväst är den kuperad. Havet är nära Heads of Ayr åt nordväst. Runt Heads of Ayr är det glesbefolkat, med 20 invånare per kvadratkilometer. Närmaste större samhälle är Ayr, 5,3 km nordost om Heads of Ayr. Trakten runt Heads of Ayr består i huvudsak av gräsmarker.